# Colmont
Colmont (Limburgs: Koalmet) is een buurtschap van Ubachsberg in de gemeente Voerendaal, in de Nederlandse provincie Limburg. De naam is afkomstig van het Latijnse calvum montem, dat kale berg betekent. Colmont ligt op het Plateau van Ubachsberg en direct ten zuiden van de buurtschap ligt het Droogdal van Colmont.
In 2014 telde Colmont 30 huizen en boerderijen met circa 80 inwoners. Een aantal van deze huizen is opgetrokken uit Kunradersteen. Aan een T-splitsing staat de Sint-Corneliuskapel, opgetrokken in kunradersteen. Ze is in 1946 gebouwd uit dankbaarheid dat het gehucht geweldloos bevrijd werd in de Tweede Wereldoorlog. De kapel is gewijd aan de heilige Cornelius.
De buurtschap ligt in het overgangsgebied tussen de Duitse Eifel en de Belgische Ardennen. De omgeving is ook rijk aan natuurgebieden zoals de Vrouwenheide, de Kunderberg en de Putberg. Hier liggen ook resten van kalkovens. De Vrakelberg heeft een hellingspercentage van 11%. Een aantal huizen is gebouwd van Kunradersteen die in de omgeving wordt gewonnen.
Ten westen van het huidige Colmont lag vroeger op het Stockveld de Romeinse villa Ubachsberg bij buurtschap Kruishoeve.

## Foto's

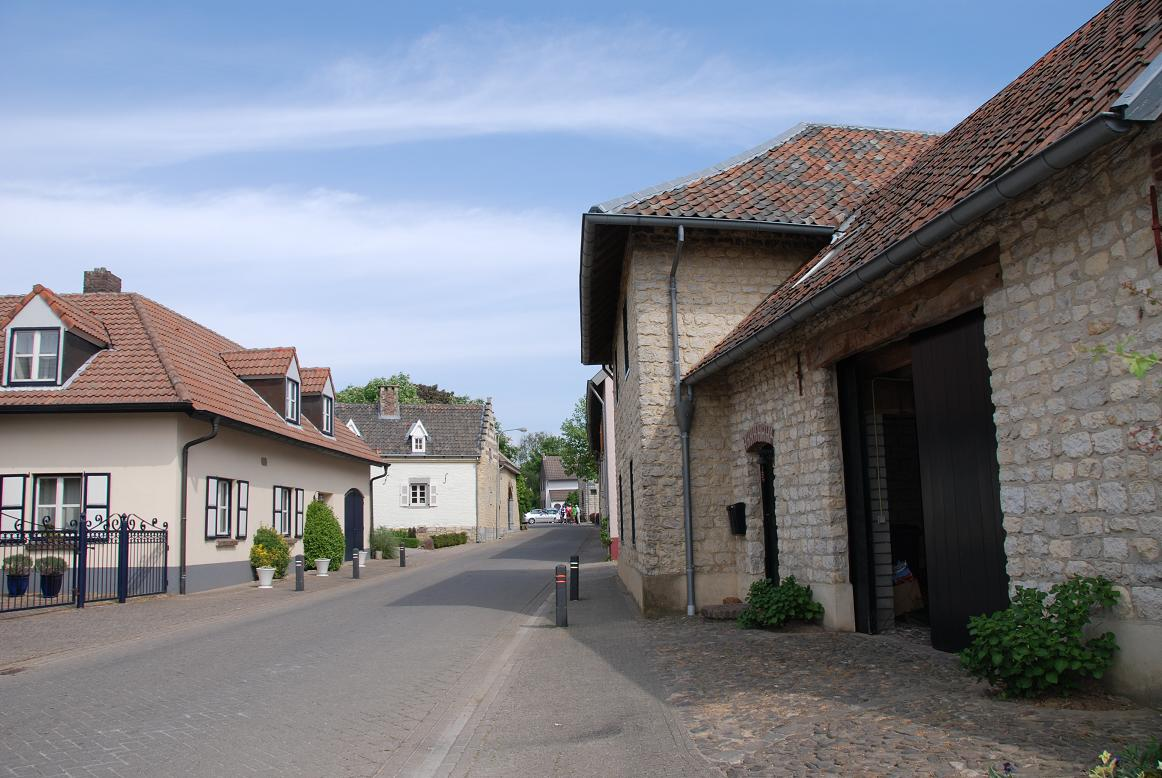
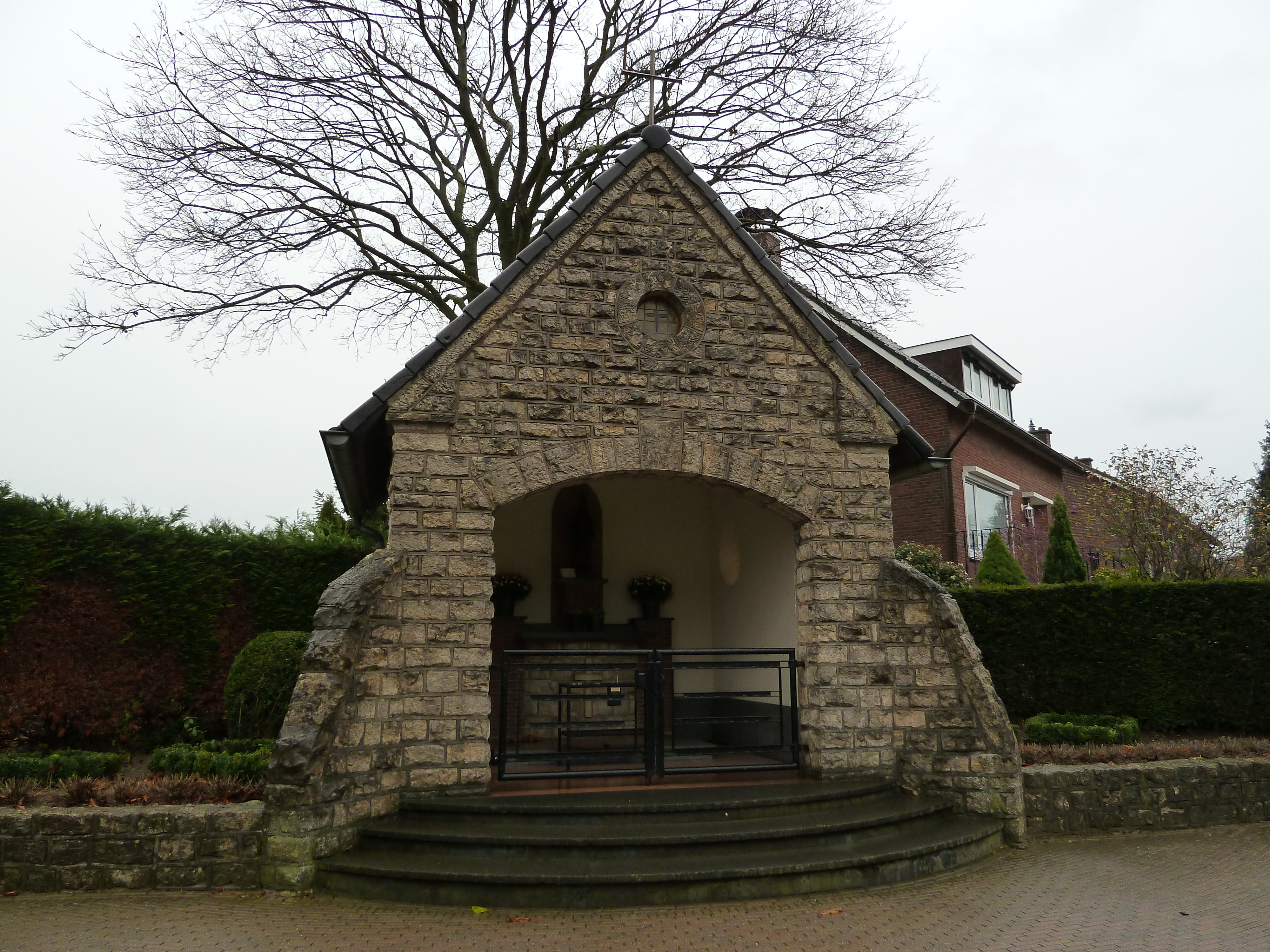
Sint-Corneliuskapel